# Yên Bồng
Yên Bồng là một xã thuộc huyện Lạc Thủy, tỉnh Hòa Bình, Việt Nam. Xã này có đường Quốc lộ 37C (nối Ý Yên - Gián Khẩu - Nho Quan - đường Hồ Chí Minh) đi qua
Xã Yên Bồng có diện tích 15,87 km², dân số năm 1999 là 4360 người, mật độ dân số đạt 275 người/km².

## Di tích
Người Mường Hòa Bình thờ vua Đinh Tiên Hoàng ở đình Sóc Bai (hay đình Xác Bái) ở xã Yên Bồng, Lạc Thủy. Ở đình Xác Bái xã Yên Bông huyện Lạc Thủy người Mường thờ vua Đinh Tiên Hoàng với lễ hội được tổ chức vào ngày 13 tháng 11 âm lịch rứơc kiệu đi đầu đám rước là trai đình vác cờ cắm lêu đầu những cán cờ là những bông lau để tưởng nhớ và truyền lại sự kiện vua kéo cờ bông lau kéo quân đi dẹp loạn 12 sứ quân thống nhất sơn hà.